# Tel-Quel-Klausel
Der Begriff tel quel (französisch ‚so wie es ist‘, ‚unverändert‘) ist eine internationale Handelsklausel.
Sie bedeutet im kaufmännischen und rechtlichen Sprachgebrauch auch einen offenen Qualitätsstandard (im nationalen Recht: „Ware, wie sie liegt“).
Wer „tel quel“ bestellt, legt sich nicht zwingend auf eine vorher genau bestimmte und relativ einheitliche Qualität der Ware (mittlere Qualität und Güte) fest, sondern macht deutlich, dass er auf einen besonderen (einheitlichen) Zustand der Ware keinen Wert legt (beispielsweise weil er diese zur Weiterverarbeitung benötigt). Güter dürfen daher grundsätzlich so geliefert werden, wie sie im jeweiligen Produktionszyklus anfallen. Es wird vom Lieferanten keine Gewähr für eine bestimmte durchschnittliche Qualität übernommen. Wird Ware aber „tel quel“ gemäß Muster bestellt, ist die Lieferung zumindest nach dieser Musterqualität auszuführen (Mindeststandard).
Es wird jedoch in der Regel die Lieferung von Ausschussware, gänzlich verdorbener, unbrauchbarer, gesundheitsgefährdender etc. Ware mit der Tel-Quel-Klausel als unvereinbar angesehen. Arglistige Täuschung oder das Fehlen einer zugesicherten Eigenschaft sowie auch Transportbeschädigungen werden durch die Tel-Quel-Klausel nicht abgedeckt.

## Nachweise
1. ↑  Vgl. z. B. Claus-Wilhelm Canaris (Hrsg.): Handelsgesetzbuch. Großkommentar. 4. Auflage. Band 4: §§ 343-382. de Gruyter, Berlin/Boston 2004, ISBN 3-89949-118-1, § 360, Rz 6.
2. ↑  Tristan Wegner: Überseekauf im Agrarhandel. Die Kontraktpraxis nach GAFTA und Einheitsbedingungen (= Internationalrechtliche Studien. Band 66). PL Acad. Research, Frankfurt am Main 2013, ISBN 978-3-631-64106-4, S. 153.